# Tempo Perdido
"Tempo Perdido" é uma canção composta por Renato Russo. Foi lançada em 1986, no álbum Dois da banda Legião Urbana, e foi editada como o primeiro single promocional do álbum em junho do mesmo ano, a faixa e uma mistura de duas faixas inacabadas do Legião Urbana, sendo, "1977" e "Gente Obsoleta". É a canção mais executada da banda segundo o Escritório Central de Arrecadação e Distribuição (ECAD). O verso final da canção, "Somos tão jovens", deu título ao filme biográfico de Renato Russo, lançado em 2013.

## Composição
A faixa começou como uma composição chamando Gente Obsoleta, uma composição que o Renato Russo escreveu quanto ele ainda estava na banda Aborto Elétrico. Em algum momento de 1983 ou 1984, Renato Russa escreveu uma canção chamando 1977 que continha versos que foram mais tarde reaproveitado na canção Tempo Perdido. Em 1984, Renato Russo estava terminado de escrever a canção, mais ele não estava satisfeito com os versos da canção e então decidiu procurar alguém que quer ajuda a ele em reescrever os versos da canção, mais ele não achou nenhuma pessoa que quis ajudar a ele e então decidiu termina de escrever a canção sozinho. Em novembro de 1984, Legião Urbana tocou pela primeira vez a canção no boate Mamão com Açúcar do Rio de Janeiro.
Sobre a faixa, Renato Russo declarou, em carta enviada à EMI com anotações sobre o disco, que ela era "até agora imbatível como a última faixa do primeiro lado e densa demais para o airplay extensivo. Muitos acreditam, no entanto, que é a faixa mais forte do disco e, conseqüentemente, hit single instantâneo. Mas não é faixa para ser trabalhada de início. A concepção incluía originalmente uma seqüência final acústica que seria um improviso (violão, vento, fogueira, ondas, efeitos) comentando o tema e as idéias apresentadas pela própria canção e preparando o terreno para a segunda parte do trabalho, no lado 2."

## Lançamento
A faixa foi lançado como single promocional em 25 de junho de 1986, sendo um mês antes do laçamento do álbum. A canção se tornou um grande sucesso nas rádios brasileiras e atingindo a posição máxima nas paradas da rádio Transamérica FM. A faixa foi colocada mais tarde na compilação Rock Total pela gravadora Som Livre.
A banda criou dois videoclipes para a canção, a primeira sendo feita para o Fantástico e a outra, que foi dirigido por José Emílio Rondeau, sendo gravado totalmente em preto e branco.

## Faixas
12" PROMO (EMI 9951 005)
Todas as faixas escritas e compostas por Renato Russo. 
| Lado A |                 |         |  |
| N.º    | Título          | Duração |  |
| 1.     | "Tempo Perdido" | 3:49    |  |

| Lado B |                           |         |  |
| N.º    | Título                    | Duração |  |
| 2.     | "Tempo Perdido"           | 3:49    |  |
| 3.     | "Mensagens Legião Urbana" |         |  |

## Listas
| Prêmio                        | Ano  | Categoria                                                                          | Resultado | Ref.   |
| ----------------------------- | ---- | ---------------------------------------------------------------------------------- | --------- | ------ |
| Tenho Mais Discos Que Amigos! | 2023 | 10 músicas que definiram a carreira da Legião Urbana                               | -         | [ 11 ] |
| Revista Bula                  | 2021 | Todas as 103 músicas do Legião Urbana, comentadas e classificadas da pior à melhor | 1         | [ 12 ] |

## Desempenho nas tabelas musicais
| Chart (2025)            | Posição |
| ----------------------- | ------- |
| Brasil (Brasil Hot 100) | 59      |